# Natthaphol Chansuriwong
Natthaphol Chansuriwong (thailändisch ณัฐพล จันทสุริวงศ์, * 27. Juli 1983) ist ein ehemaliger thailändischer Fußballspieler.

## Karriere
Natthaphol Chansuriwong stand bis Mitte 2014 bei Songkhla United unter Vertrag. Wo er vorher gespielt hat, ist unbekannt. Der Verein aus Songkhla spielte in der ersten Liga des Landes, der Thai Premier League. Für Songkhla bestritt er 13 Spiele in der ersten Liga. Im Juni 2014 wechselte er zum Hat Yai FC nach Hat Yai. Mit Hat Yai spielte er in der dritten Liga, der damaligen Regional League Division 2. Hier trat man in der Southern Region an. 2016 nahm ihn Ligakonkurrent Pattani FC aus Pattani für zwei Jahre unter Vertrag.
Ende 2017 beendete er seine Karriere als Fußballspieler.